# Seringes-et-Nesles
Seringes-et-Nesles är en kommun i departementet Aisne i regionen Hauts-de-France i norra Frankrike. Kommunen ligger  i kantonen Fère-en-Tardenois som ligger i arrondissementet Château-Thierry. År 2022 hade Seringes-et-Nesles 268 invånare.

## Befolkningsutveckling
Antalet invånare i kommunen Seringes-et-Nesles
Referens: INSEE